# Nhóm chỏm cây
Nhóm chỏm cây (tiếng Anh: crown group) là một thuật ngữ sử dụng trong phát sinh chủng loài học. Nó là nhóm hay nhánh đơn ngành chứa tổ tiên chung gần nhất của tất cả các sinh vật còn tồn tại hiện nay và được xem xét trong nhóm đó, cùng tất cả các hậu duệ của tổ tiên chung này (còn tồn tại hay đã tuyệt chủng). Thuật ngữ này do người lập ra công thức hệ thống hóa phát sinh loài là Willi Hennig để ra như một cách thức để phân loại các sinh vật còn sinh tồn hiện nay với các sinh vật đã tuyệt chủng có quan hệ họ hàng (xa hay gần). Các thành viên đã tuyệt chủng trong nhóm chỏm cây là có thể, chẳng hạn chim dodo (Raphus cucullatus), mặc dù đã tuyệt chủng, nhưng do nó là hậu duệ của tổ tiên chung gần nhất của tất cả các loài chim còn sinh tồn nên nó cũng phải được gộp chung vào nhóm chỏm cây của lớp Chim (Aves).

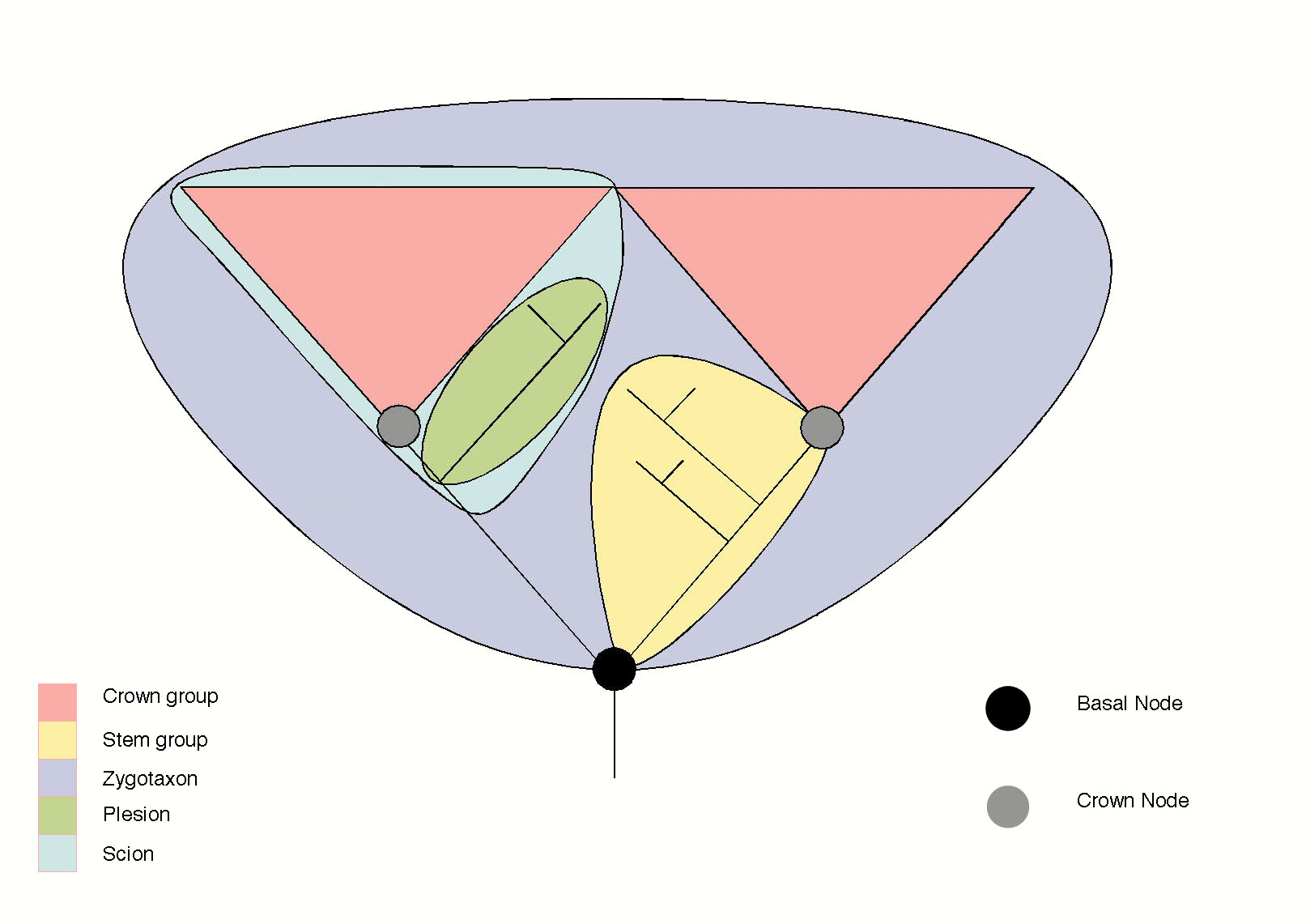
Minh họa cho khái niệm nhóm chỏm cây và nhóm thân cây trong phát sinh loài. Phần màu hồng là một nhóm chỏm cây còn phần màu vàng là nhóm thân cây

Tuy nhiên, ở cấp bậc phân loại cụ thể nào đó thì một số sinh vật lại không nằm trong nhóm chỏm cây và vì thế chúng cần phải có một dạng/loại hệ thống hóa bổ sung để đưa chúng vào. Một ví dụ là chim cánh cổ (Archaeopteryx lithographica), mặc dù rõ ràng là giống như chim, nhưng lại không phải là hậu duệ từ tổ tiên chung gần nhất của tất cả các loài chim còn sinh tồn hiện nay mà lại là cơ bản (nằm ở phần gốc) hơn bất kỳ thành viên nào của nhóm đang xem xét. Những sinh vật như vậy có thể coi là nằm ở nhóm thân cây (stem group) của nhánh. Thuật ngữ này là do nhà cổ sinh vật học Dick Jefferies đưa ra. Trong ví dụ vừa nêu thì Archaeopteryx lithographica là loài chim thuộc nhóm thân cây. Tất cả các sinh vật nào đó, nếu có quan hệ họ hàng gần gũi với các loài chim thuộc nhóm chỏm cây hơn là so với bất kỳ nhóm sinh vật còn sinh tồn nào khác, đều được coi là chim thuộc nhóm thân cây. Do các loài chim còn sinh tồn hiện nay theo định nghĩa trên là thuộc về nhóm chỏm cây của lớp Chim nên có thể suy ra rằng tất cả các thành viên của nhóm thân cây trong lớp Chim là đã tuyệt chủng; và vì thế suy ra là các nhóm thân cây của bất kỳ cấp bậc phân loại nào đều chỉ có các thành viên đã tuyệt chủng.
Các nhóm chỏm cây và thân cây lại được chia thành các thứ bậc nhỏ hơn, cũng được gọi là nhóm chỏm cây/nhóm thân cây trong cấp bậc phân loại nhỏ hơn. Các loài chim đã tuyệt chủng trong nhóm chỏm cây của lớp Chim có thể nằm trong một nhóm thân cây con nào đó, thuộc về tập hợp con của lớp Chim, chẳng hạn nằm trong bộ Sẻ (Passeriformes). Ngược lại, nhóm thân cây của lớp Chim cùng nhóm chỏm cây của lớp này, cộng với các loài cá sấu và một số nhóm đã tuyệt chủng khác lại nằm trong nhóm chỏm cây to hơn của nhóm sinh vật Archosauria (nhóm Thằn lằn thống trị). Vì thế, có thể thấy rằng tất cả các sinh vật đã tuyệt chủng thuộc nhóm thân cây ở một bậc phân loại nào đó là thuộc về nhóm chỏm cây ở bậc phân loại cao hơn.
Ở cùng một bậc phân loại thì nhóm thân cây và nhóm chỏm cây được gộp cùng nhau để tạo thành một nhóm to gọi là nhóm tổng. Như biểu đồ đưa ra tại đây, mặc dù nhóm thân cây là cận ngành, nhưng nó có thể được định nghĩa một cách khách quan bằng cách loại trừ nhóm chỏm cây ra khỏi nhóm tổng.
Việc sử dụng khái niệm nhóm thân cây đưa ra một cách thức có lẽ là hợp lý để phân loại các hóa thạch mà nếu khác đi thì chúng không tuân thủ và không thể xếp vào vị trí đúng trong các kiểu hệ thống hóa sinh vật dựa trên cơ sở các sinh vật còn sinh tồn ở thời điểm hiện nay. Các sinh vật thuộc nhóm thân cây luôn luôn thiếu một hay nhiều đặc điểm mà các đặc điểm đó lại có tại nút gốc của nhóm chỏm cây và tại đó nhóm thây cây đính vào. Chẳng hạn, Archaeopteryx lithographica  vẫn có răng, không giống như các loài chim của nhóm chỏm cây. Khi một nhóm tiến hóa xa từ tổ tiên chung gần nhất của nó và các họ hàng còn sống gần nhất thì nhóm đó sẽ tích lũy được các đặc trưng khác biệt của nhóm chỏm cây của nó. Vì thế, tổ tiên chung gần nhất của cả chim lẫn cá sấu – thành viên đầu tiên trong nhóm chỏm cây của Archosauria – đã không phải là cả chim lẫn cá sấu và nó không có các đặc trưng phân biệt của cả hai nhóm con (cá sấu và chim) này. Việc tiến hóa tiếp theo trong nhóm thân cây chứa chim nói chung cho phép sự tích lũy các đặc trưng khác biệt của chim như mỏ và các xương rỗng, cho đến khi tất cả các đặc trưng chung này có tại nút gốc của nhóm chỏm cây chứa chim.
Việc đặt các hóa thạch vào đúng vị trí của chúng trong nhóm thân cây cho phép thiết lập trật tự của các đặc điểm tiến hóa này và vì thế là các sắp xếp chức năng và sinh thái của tiến hóa trong các đặc trưng chính của nhóm đang xem xét. Các nhóm thân cây vì thế cung cấp một cách thức để kết hợp các dữ liệu cổ sinh vật học duy nhất vào trong các câu hỏi về quá trình tiến hóa của các sinh vật còn sinh tồn ngày nay. Ngoài ra, chúng cũng chỉ ra rằng các hóa thạch mà trước đây được coi là nằm trong nhóm tách rời của chính chúng, do không có các tất cả các đặc trưng chẩn đoán của nhánh còn sinh tồn, lại có thể có quan hệ họ hàng với nhánh còn sinh tồn đó, do nó nằm trong nhánh thân cây con của nhóm chỏm cây to này. Những hóa thạch như thế có tầm quan trọng cụ thể trong việc xem xét nguồn gốc của động vật bốn chân (Tetrapoda), động vật có vú (Mammalia) v.v cũng như của động vật/thực vật nói chung trong số các sinh vật.